# Grande Prémio da Bélgica (Superleague Fórmula)
A Superleague Fórmula tem tido rondas disputadas em vários países, sendo um deles a Bélgica. Já houve duas rondas na Bélgica da Superleague Fórmula, até agora sempre disputada em Zolder, que acolheu os eventos em 2008 e 2009, e que acolherá também o evento de 2010.

## Vencedores
| Ano  | Clube                        | Equipa de Corridas  | Piloto            | Circuito | Datas          | Detalhes |
| ---- | ---------------------------- | ------------------- | ----------------- | -------- | -------------- | -------- |
| 2010 | Corrida 1 :                  |                     |                   | Zolder   | 17-18 de Julho | Detalhes |
| 2010 | Corrida 2 :                  |                     |                   | Zolder   | 17-18 de Julho | Detalhes |
| 2010 | Corrida 3 Super Final:       |                     |                   | Zolder   | 17-18 de Julho | Detalhes |
| 2009 | Corrida 1: Tottenham Hotspur | Alan Docking Racing | Craig Dolby       | Zolder   | 18-19 de Julho | Detalhes |
| 2009 | Corrida 2: Al Ain            | Ultimate Motorsport | Esteban Guerrieri | Zolder   | 18-19 de Julho | Detalhes |
| 2008 | Corrida 1: Liverpool F.C.    | Hitech Racing       | Adrián Vallés     | Zolder   | 4-5 de Outubro | Detalhes |
| 2008 | Corrida 2: Beijing Guoan     | Zakspeed            | Davide Rigon      | Zolder   | 4-5 de Outubro | Detalhes |